# Razbuj
Razbuj (ros. Разбуй) – wieś w Rosji, w rejonie szeksnińkim obwodu wołogodzkiego. W 2010 r. liczyła 12 mieszkańców.